# Harrisia fragrans
Harrisia fragrans és una espècie fanerògama que pertany a la família de les cactàcies.

## Distribució
És endèmica de Florida. És una espècie rara a la vida silvestre.

## Descripció
Harrisia fragrans creix vertical, inclinat o estesa escaladora, les tiges estan més o menys cilíndriques i fins a 5 metres d'alçada. Té de deu a dotze costelles, entre les arèoles comprimides es troben de 9 a 13 espines en forma d'agulla, de color gris amb una punta de color groc i de 2 a 4 cm de llarg. Les flors són blanques a roses, són fragants i tenen una llargada de 12 a 20 centímetres. El fruit és de color vermell mat, rodó o oval pot arribar a fer fins a 6 cm de diàmetre i està coberta amb flocs de pèl llarg.

## Taxonomia
Harrisia fragrans va ser descrita per Small ex-Britton i Rose i publicat a The Cactaceae; descriptions and illustrations of plants of the cactus family 2: 149–150, f. 216, pl. 19, f. 1–2. 1920.
Etimologia
Harrisia: nom genèric que va ser anomenat en honor del botànic irlandès William Harris, qui va ser Superintendent de jardins públics i plantacions de Jamaica.
fragrans epítet llatí que significa "fragant, aromàtic".
Sinonímia
- Cereus eriophorus[3]